# حادثة تدافع كراكاس 2018
وقع تدافع كراكاس في 16 حزيران / يونيو 2018  بعد تدافع أكثر من 500 شخص في نادي إل بارايسو الليلي (يعرف أيضاً باسم نادي لوس كوتوروس) في حاضرة إل بارايسو في مدينة كراكاس الفنزويلية، وحصل التدافع نتيجة لإسطوانة غاز مسيل للدموع جرى تفجيرها خلال مشاجرة بين مجموعة من الطلاب من مدارس مختلفة يحتفلون بتخرجهم، ووفقا لتقارير الشرطة الرسمية فإن الوفيات نجمت عن الاختناق والصدمات المتعددة.

## بعد الحادثة
تسبب الاختناق في موت 11 من أصل 21 حالة وفاة خلال التدافع، وذكر أفراد الأسر أنه نتيجة للعجز الاقتصادي في فنزويلا فإن المستشفيات تخلو من المستلزمات الطبية لعلاج ضحايا التدافع. ووفقا لوزير الداخلية نستور رافيرول فإنه تم اعتقال ثمانية أشخاص، منهم اثنين من القاصرين أحدهم هو المسؤول عن الغاز المسيل للدموع. وتم إغلاق النادي بواسطة النيابة العامة لبدء التحقيقات وتم احتجاز صاحبه بسبب عدم ضمان جاهزية المساعدين وبعد انتهاك للقوانين التي تحظر دخول الأسلحة إلى الأماكن العامة. وتدور الأسئلة حول كيف يمكن لقاصر الوصول والحصول على غاز مسيل للدموع.
وقدم نيستور رافيرول تعازيه لأهالي الضحايا، قائلاً «حكومة الجمهورية البوليفارية لفنزويلا تستنكر هذه الواقعة السيئة وترسل تعازيها لأفراد عائلات الضحايا».
بينما شدد المعارض جيسوس ارماس على السلطات للتخقيق في ما إذا كان النادي قد ملك تصاريح ليستوعب المئات من الأشخاص في داخله وقال «تلك ليست مساحة كبيرة ويجب أن لايسمح بذلك».